# Santo Tomé (departement)
Santo Tomé is een departement in de Argentijnse provincie Corrientes. Het departement (Spaans:  departamento) heeft een oppervlakte van 7.359 km² en telt 54.050 inwoners.

## Plaatsen in departement Santo Tomé
- Garruchos
- Gobernador Virasoro
- José Rafael Gómez
- Santo Tomé